# Dolichoneura eriphyle
Dolichoneura eriphyle är en fjärilsart som beskrevs av William Schaus 1912. Dolichoneura eriphyle ingår i släktet Dolichoneura och familjen mätare. Inga underarter finns listade i Catalogue of Life.